# Marie Reichert
Stella Marie Reichert (* 16. April 2001 in Kassel) ist eine deutsche Basketballspielerin. Sie wurde bei den Olympischen Sommerspielen 2024 in Paris Olympiasiegerin mit der deutschen 3×3-Basketballnationalmannschaft der Damen.

## Werdegang
Reichert entstammt einer Basketballfamilie, auch ihr Vater und ihr Bruder betrieben die Sportart. Sie spielte beim CVJM Kassel und wechselte 2014 zum BC Marburg. Dort wurde sie am Mädchen-Basketball-Leistungszentrum gefördert. 2017 nahm sie an der U16-Europameisterschaft teil. Die 1,85 Meter große Flügel- und Innenspielerin gehörte in der 2. Bundesliga den Bender Baskets Grünberg an. 2019 legte Reichert ihre Abiturprüfungen an der Albert-Schweitzer-Schule (Kassel) ab und zählte im Juli desselben Jahres zum deutschen Aufgebot, das bei der U19-WM in Thailand antrat.
Zur Saison 2019/20 wechselte Reichert an die Old Dominion University in den US-Bundesstaat Virginia. Sie nahm an 30 Spielen teil und kam auf einen Durchschnitt von 4,8 Punkten je Begegnung. In der Saison 2020/21 nahm sie wegen der COVID-19-Pandemie nicht am Spielbetrieb teil, ab Februar 2021 war sie Gast des Trainingsbetriebs des Bundesligisten BG 74 Göttingen und dann in der Saison 2021/22 für den niedersächsischen Verein spielberechtigt. Im November 2021 kam sie erstmals in einem A-Länderspiel zum Einsatz. 2022 schloss sich Reichert dem Bundesligisten Osnabrücker SC an. Im Juni 2024 wurde sie als Neuzugang des italienischen Erstligisten Faenza Basket vermeldet.
Mit der deutschen 3×3-Basketnationalmannschaft wurde sie 2024 in Paris Olympiasiegerin. Es war das erste Mal, dass eine deutsche Basketballnationalmannschaft Gold bei Olympischen Spielen errang. Für den Gewinn der Goldmedaille wurde sie am 4. November 2024 von Bundespräsident Frank-Walter Steinmeier mit dem Silbernen Lorbeerblatt ausgezeichnet.
Zur Saison 2025/26 wechselte Reichert zum Bundesligisten TK Hannover.